# Ömer Al
Ömer Utku Al (Mersina, 3 febbraio 1998) è un cestista turco.